# Kathleen Ferrier
Pour les articles homonymes, voir Ferrier (homonymie).
Kathleen Mary Ferrier, née le 22 avril 1912 à Preston (Lancashire) en Angleterre et morte le 8 octobre 1953 à Londres, est une contralto anglaise qui a acquis une renommée internationale grâce à la scène, aux concerts et à ses enregistrements. Son répertoire s'étendait de la chanson folklorique et de la ballade populaire aux œuvres classiques de Bach, de Brahms, de Mahler et d'Elgar. Sa mort, causée au sommet de sa gloire par un cancer, a consterné le monde de la musique et le grand public, qui ne connaissait pas la nature de la maladie.
Fille du directeur d'une école de village du Lancashire, Ferrier se révèle une jeune pianiste talentueuse et gagne de nombreux concours de piano pour amateurs pendant qu'elle travaille comme téléphoniste au General Post Office. Elle se met sérieusement au chant en 1937, lorsqu'elle reçoit des offres d'engagement professionnel de chanteuse après avoir gagné un concours de chant prestigieux au Festival de Carlisle. Elle prend donc des leçons de chant, d'abord auprès de J.E. Hutchinson, puis de Roy Henderson. Après le déclenchement de la Seconde Guerre mondiale, elle est recrutée par le Council for the Encouragement of the Arts (CEMA) et donne des concerts et des récitals dans toute l'Angleterre au cours des années suivantes. En 1942, sa carrière est relancée lorsqu'elle rencontre le chef Malcolm Sargent, qui la recommande à l'influente agence artistique Ibbs and Tillett. Elle se produit régulièrement à de grandes manifestations à Londres et en province et participe à de nombreuses émissions radio de la BBC.
En 1946, Ferrier débute à la scène dans la première de l'opéra Le Viol de Lucrèce de Benjamin Britten, au Festival de Glyndebourne. Un an plus tard, elle joue pour la première fois le rôle d'Orfeo dans Orfeo ed Euridice de Gluck, œuvre à laquelle elle sera particulièrement associée. Par choix, elle ne chantera que dans ces deux opéras. Au fur et à mesure que sa renommée s'étend, elle établit d'étroites relations de travail avec de grandes figures de la musique, dont Britten, Sir John Barbirolli, Bruno Walter et l'accompagnateur Gerald Moore. Elle acquiert une renommée internationale grâce aux trois tournées qu'elle effectue aux États-Unis de 1948 à 1950 et à ses nombreuses visites en Europe continentale.
On diagnostique un cancer du sein à la chanteuse en mars 1951. Entre des périodes d'hospitalisation et de convalescence, elle continue de se produire et d'enregistrer ; elle fait sa dernière apparition en public dans le rôle d'Orfeo au Royal Opera House en février 1953, huit mois avant sa mort.
Parmi les nombreux mémoriaux de Ferrier, le Fonds Kathleen Ferrier pour la recherche sur le cancer est lancé en mai 1954 ; depuis 1956, le Kathleen Ferrier Memorial Scholarship Fund (Fonds commémoratif de bourses d'études Kathleen Ferrier) (en), administré par la Royal Philharmonic Society, décerne des prix annuels à de jeunes chanteurs professionnels en herbe.

## Biographie

### Années de jeunesse

#### Enfance
La famille Ferrier provient du Pembrokeshire, en Galles du Sud. La branche familiale du Lancashire remonte au XIXe siècle, où le soldat Thomas Ferrier, du régiment du Pembrokeshire, s'est établi dans la région après avoir été posté près de Blackburn dans une période de crise industrielle. Kathleen Ferrier est née le 22 avril 1912 à Higher Walton (en), village du Lancashire où son père, William Ferrier, est directeur de l'école. Bien qu'il n'ait pas de formation musicale, William est un membre passionné de la société d'opéra locale et de plusieurs chorales, et sa femme, Alice (née Murray), qu'il a épousée en 1900, est une chanteuse compétente avec une voix de contralto puissante. Kathleen est la benjamine de la famille ; elle a une sœur et un frère. Elle est âgée de deux ans quand sa famille s'établit à Blackburn, William ayant été nommé directeur de l'école St Paul de cette ville. Kathleen se révèle très tôt une pianiste prometteuse et prend des leçons auprès de Frances Walker, professeur de piano réputée du Nord de l'Angleterre qui a étudié avec Tobias Matthay. Kathleen fait éclore son talent rapidement : en 1924, elle se classe quatrième parmi les 43 candidats au concours de piano du Festival de Lytham St Annes, et l'année suivante, elle s'y classe deuxième.

#### Téléphoniste et pianiste

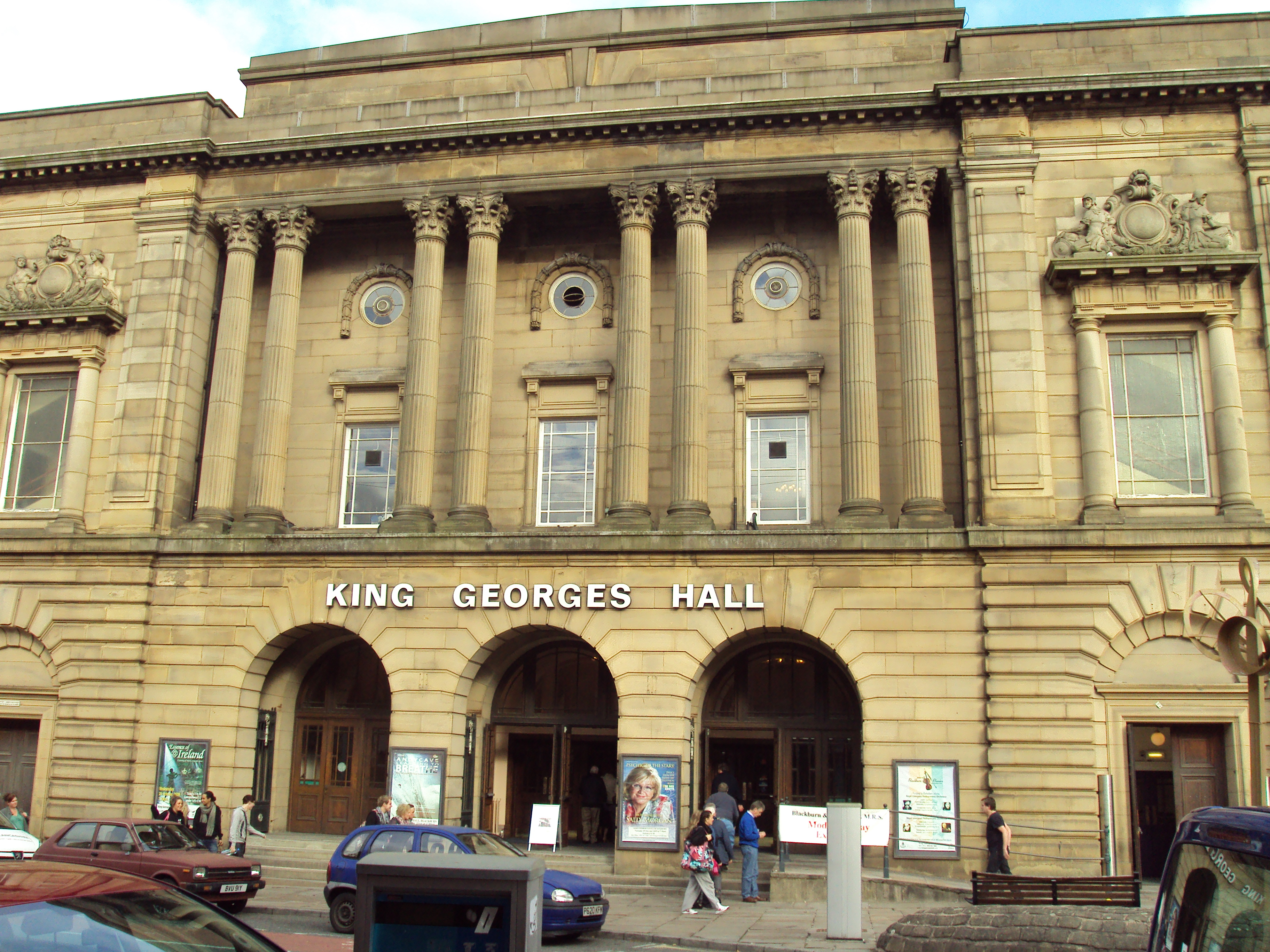
King George's Hall, à Blackburn, où Kathleen s'est produite à plusieurs concerts « de vedettes » dans sa jeunesse

Vu la retraite prochaine de son père et la baisse de revenu familial qui va en résulter, Kathleen ne peut conserver l'espoir de fréquenter une école de musique. En août 1926, elle quitte l'école pour travailler comme stagiaire au central téléphonique du General Post Office à Blackburn. Elle continue d'étudier le piano avec Frances Walker et, en novembre 1928, elle est la lauréate régionale d'un concours national pour jeunes pianistes organisé par le Daily Express. Bien qu'elle ait échoué aux finales suivantes à Londres, elle gagne un piano droit Cramer & Co. (en). Le 10 mars 1929, elle offre une prestation bien accueillie d'accompagnatrice à un concert au King George's Hall de Blackburn. Après avoir réussi à d'autres concours de piano, elle est invitée à exécuter un bref récital radiophonique aux studios de la BBC à Manchester et, le 3 juillet 1930, participe à sa première émission, où elle joue des œuvres de Johannes Brahms et de Percy Grainger. Son stage au central prend fin à cette époque, et Kathleen devient téléphoniste qualifiée.

En 1931, à 19 ans, Kathleen passe sa licence (en) à la Royal Academy of Music. La même année, elle commence à prendre des leçons de chant à l'occasion et chante en décembre à l'église dans un petit rôle de mezzo-soprano de l'oratorio Elias de Mendelssohn. Cependant, sa voix ne passe pas pour être exceptionnelle ; sa vie musicale se concentre sur le piano et des concerts régionaux au King George's Hall et ailleurs. Au début de 1934, Kathleen est mutée au central téléphonique de Blackpool et prend un logement tout près pour se rapprocher de son nouvel ami, un commis de banque appelé Albert Wilson. Elle auditionne pour le service d'horloge parlante que le GPO se prépare à lancer. Énervée, elle prononce une consonne aspirée de trop lors de son audition, et sa candidature n'est pas retenue pour la sélection finale à Londres,. La décision que Kathleen prend en 1935 d'épouser Wilson met fin à son emploi au central, car le GPO n'emploie pas de femmes mariées à l'époque. Sur la carrière qu'elle a menée jusque-là, le musicologue Humphrey Burton (en) écrira : 

« Pendant plus de dix ans, alors qu'elle aurait dû étudier la musique avec les meilleurs professeurs, apprendre la littérature anglaise, des langues étrangères, l'expression théâtrale et l'art du mouvement, ainsi qu'aller voir régulièrement des opéras à Londres, Mlle Ferrier répondait au téléphone, se mariait à un directeur de banque et gagnait des concours de pacotille par son jeu au piano. »

#### Mariage
Kathleen a rencontré Albert Wilson en 1933, probablement parce qu'ils aimaient tous deux danser. À l'annonce du mariage de Kathleen, sa famille et ses amis expriment de fortes réserves parce qu'elle est jeune et inexpérimentée et qu'Albert et elle ont peu en commun. Le mariage a néanmoins lieu le 19 novembre 1935. Peu après, le couple s'établit à Silloth, petite ville portuaire de Cumbria où Wilson a été nommé directeur de la succursale de sa banque. Le mariage est un échec ; la lune de miel a révélé des problèmes d'incompatibilité physique. Dans un article-hommage écrit pour le cinquantième anniversaire de la mort de Kathleen, le journaliste Rupert Christiansen a écrit au sujet de la sexualité de la chanteuse qu'« il n'y a absolument rien qui porte à croire qu'elle était lesbienne, mais il se peut qu'elle ait été frigide. » Le couple sauve les apparences durant quelques années, jusqu'à ce que le départ de Wilson pour servir dans l'armée en 1940 mette effectivement fin au mariage. En 1947, le couple obtient le divorce pour non-consommation du mariage, mais Kathleen et Albert restent en bons termes.

### Début de sa carrière de chanteuse

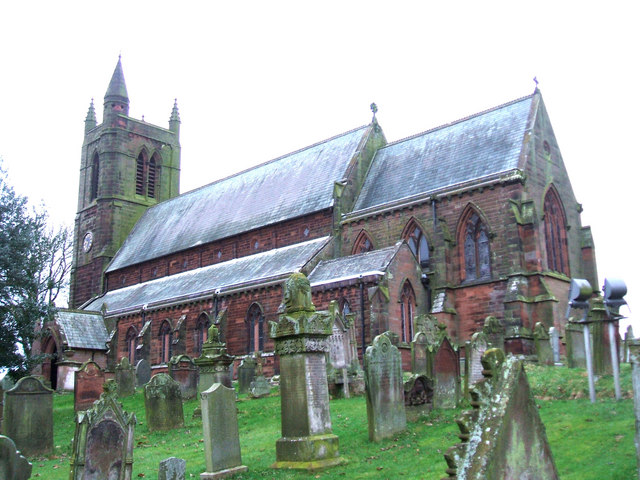
L'église paroissiale d'Aspatria (Cumbria), lieu de son premier engagement professionnel comme chanteuse en 1937

En 1937, Kathleen s'inscrit au concours ouvert de piano du Festival de Carlisle et aussi, par suite d'un pari avec son mari, au concours de chant. Elle gagne facilement le trophée de piano ; elle chante To Daisies de Roger Quilter, ce qui lui vaut le grand prix de chant du Festival. Pour marquer le double triomphe de Kathleen, on lui décerne un trophée spécial en tant que championne du Festival.
Après ses victoires à Carlisle, Kathleen commence à recevoir des offres d'engagement comme chanteuse. À l'automne de 1937, elle fait sa première apparition comme chanteuse professionnelle lors d'une célébration de la Fête de la récolte à l'église du village d'Aspatria. Elle touche un cachet d'une guinée. Après avoir gagné la Coupe d'or au Festival de Workington en 1938, elle chante Curly Headed Babby lors d'un concert au Workington Opera House (en). Cecil McGivern, producteur d'un spectacle de variétés radiophonique du Nord de la BBC, fait partie de l'auditoire et est suffisamment impressionné pour l'engager pour l'édition suivante de son émission, qui va être diffusée de Newcastle le 23 février 1939. Cette émission, sa première en tant que chanteuse, lui attire une grande attention et plus de travail à la radio, mais ce succès est occulté par la mort de sa mère au début de février,. La même année, au Festival de Carlisle, Kathleen chante le lied Allerseelen (fête des Morts) de Richard Strauss et impressionne ainsi particulièrement l'un des juges, J.E. Hutchinson, professeur de musique qui jouit d'une renommée considérable. Kathleen devient son élève et, sur ses conseils, étend son répertoire à des œuvres de Bach, de Haendel, de Brahms et d'Elgar,.
Lorsqu'Albert Wilson s'engage dans l'armée en 1940, Kathleen reprend son nom de jeune fille après avoir chanté jusque-là sous le nom de Kathleen Wilson. En décembre, elle chante professionnellement pour la première fois sous le nom de Kathleen Ferrier dans une représentation du Messie de Haendel dirigée par Hutchinson. Au début de 1941, elle auditionne avec succès en tant que chanteuse devant le Council for the Encouragement of the Arts (CEMA), qui offre des concerts et d'autres divertissements aux camps militaires, aux usines et à d'autres lieux de travail. Au sein de cet organisme, elle commence à travailler avec des artistes de renommée internationale ; en décembre, elle chante dans une représentation du Messie avec le Hallé Orchestra et la soprano de renom Isobel Baillie. Le chef de musique de la BBC à Manchester rejette toutefois la demande d'audition qu'elle lui a faite,. Elle a plus de chance lorsqu'on la présente à Malcolm Sargent après un concert du Hallé à Blackpool. Il accepte de l'entendre chanter et la recommande à Ibbs and Tillett, l'agence de concerts établie à Londres. John Tillett l'accepte comme cliente sans hésiter, après quoi Kathleen décide de s'établir à Londres sur l'avis de Sargent. Le 24 décembre 1942, elle emménage avec sa sœur, Winifred, dans un appartement des Frognal Mansions à Hampstead,.

### Renommée croissante
Kathleen donne son premier récital londonien le 28 décembre 1942 à la National Gallery lors d'un concert organisé par Myra Hess. Bien qu'elle ait écrit « ça s'est très bien passé » dans son journal, elle est déçue par sa prestation et en conclut qu'elle a encore besoin de cours de chant. Elle s'adresse au baryton de renom Roy Henderson, avec qui elle a chanté l'oratorio Elias de Mendelssohn. Henderson accepte de lui enseigner et va être son professeur de chant habituel jusqu'à la mort de la chanteuse. Il expliquera plus tard que le « timbre chaud et sonore » de Kathleen était dû en partie à la grandeur de la cavité à l'arrière de sa gorge : « on aurait pu lancer une pomme d'une bonne taille au fond de sa gorge sans qu'elle rencontre d'obstacle ». Cet avantage physique naturel ne suffisait toutefois pas pour assurer la qualité de sa voix ; elle est attribuable, selon Henderson, « à son travail acharné, à son talent artistique, à sa sincérité, à sa personnalité et, par-dessus tout, à son caractère ».
Le 17 mai 1943, Kathleen chante le Messie de Haendel avec Isobel Baillie et Peter Pears à l'abbaye de Westminster sous la baguette de Reginald Jacques (en),. Selon le critique Neville Cardus, c'est par la qualité de son chant dans cette pièce que Ferrier acquiert la reconnaissance du monde de la musique. Sa prestation assurée débouche sur d'autres engagements importants et du travail à la radio ; sa participation de plus en plus fréquente à des émissions prisées comme Forces Favourites et Housewives' Choice (en) lui vaut bientôt une estime nationale. En mai 1944, avec Gerald Moore comme accompagnateur, elle fait des enregistrements d'essai d'airs de Brahms, de Gluck et d'Elgar aux studios EMI. Son premier disque, fait en septembre 1944, est sorti par la maison Columbia Records ; Kathleen y interprète deux chansons de Maurice Greene en se faisant encore accompagner par Moore. La période qu'elle a passée à enregistrer chez Columbia est brève et malheureuse, Kathleen étant en mauvais termes avec son producteur, Walter Legge ; après quelques mois, la chanteuse passe à la maison Decca.
Pendant les mois de guerre restants, Kathleen continue de parcourir tout le pays pour satisfaire la demande croissante des promoteurs de concerts. À Leeds, en novembre 1944, elle chante pour la première fois le rôle de l'ange dans l'oratorio The Dream of Gerontius d'Elgar à Leeds, l'un de ses rôles les plus connus. En décembre, elle rencontre Sir John Barbirolli pendant qu'elle travaille à Sea Pictures, autre œuvre d'Elgar ; ce chef d'orchestre deviendra plus tard l'un de ses amis intimes et de ses défenseurs les plus ardents. Le 15 septembre 1945, Kathleen fait ses débuts aux Proms de Londres en chantant l'air des adieux de l'opéra La Pucelle d'Orléans de Tchaïkovski,. Elle chante souvent des airs isolés, mais l'opéra n'est pas son fort ; comme elle n'a pas aimé chanter en concert le rôle-titre de Carmen de Bizet à Stourbridge en mars 1944, elle évite en général des engagements semblables. Benjamin Britten, qui l'a entendue chanter le Messie à l'abbaye de Westminster, la persuade de créer le rôle de Lucrèce dans son nouvel opéra, The Rape of Lucretia (Le Viol de Lucrèce), qui doit inaugurer le premier Festival de Glyndebourne de l'après-guerre en 1946. Elle va partager le rôle avec Nancy Evans (en). Malgré ses appréhensions initiales, Kathleen écrit au début de juillet à son imprésario qu'elle « aime énormément les répétitions et [qu'elle serait] portée à croire que c'est le meilleur rôle qu'on puisse avoir ».
La prestation de Kathleen aux représentations de Glyndebourne, qui débutent le 12 juillet 1946, lui mérite de bonnes critiques, même si l'opéra lui-même n'obtient pas un aussi bon accueil. Lors de la tournée provinciale qui suit le festival, il ne réussit pas à attirer le public et enregistre un lourd déficit. Par contraste, lorsqu'il est donné à Amsterdam, il est accueilli chaleureusement par le public hollandais, qui est particulièrement enthousiasmé par la prestation de Kathleen. Il s'agit du premier voyage de la chanteuse à l'étranger. Après son succès dans le rôle de Lucrèce, elle accepte de retourner à Glyndebourne en 1947 pour chanter Orfeo dans l'opéra Orfeo ed Euridice de Gluck. Elle a souvent chanté l'aria "Che farò senza Euridice" ("J'ai perdu mon Eurydice") d'Orfeo en concert et l'a récemment enregistrée chez Decca. À Glyndebourne, son talent limité d'actrice nuit un peu à ses relations avec le chef d'orchestre, Fritz Stiedry ; sa prestation lors de la première, le 19 juin 1947, lui mérite toutefois des éloges chaleureux de la critique.
L'association de Kathleen avec Glyndebourne porte d'autres fruits lorsque Rudolf Bing (en), directeur général du festival, la recommande à Bruno Walter pour qu'elle chante les airs de contralto soliste dans l'exécution du cycle de lieder symphonique Das Lied von der Erde de Mahler. Cette exécution est prévue pour le Festival international d'Édimbourg de 1947. Walter craint au début de travailler avec une chanteuse relativement nouvelle, mais ses craintes sont apaisées par l'audition de cette dernière ; « J'ai constaté avec plaisir, écrira-t-il plus tard, qu'elle était peut-être l'une des plus grandes chanteuses de notre temps. » La symphonie Das Lied von der Erde est alors relativement inconnue en Grande-Bretagne et déplaît à quelques critiques, mais l'Edinburgh Evening News la trouve « tout bonnement superbe ». Dans une notice biographique postérieure sur Kathleen, George Lascelles, septième comte de Harewood, voit dans le partenariat entre Walter et elle, qui a duré jusqu'à la maladie finale de la chanteuse, une « rare compatibilité de la musique, de la voix et du tempérament ».

### Sommet de sa carrière (1948–1951)

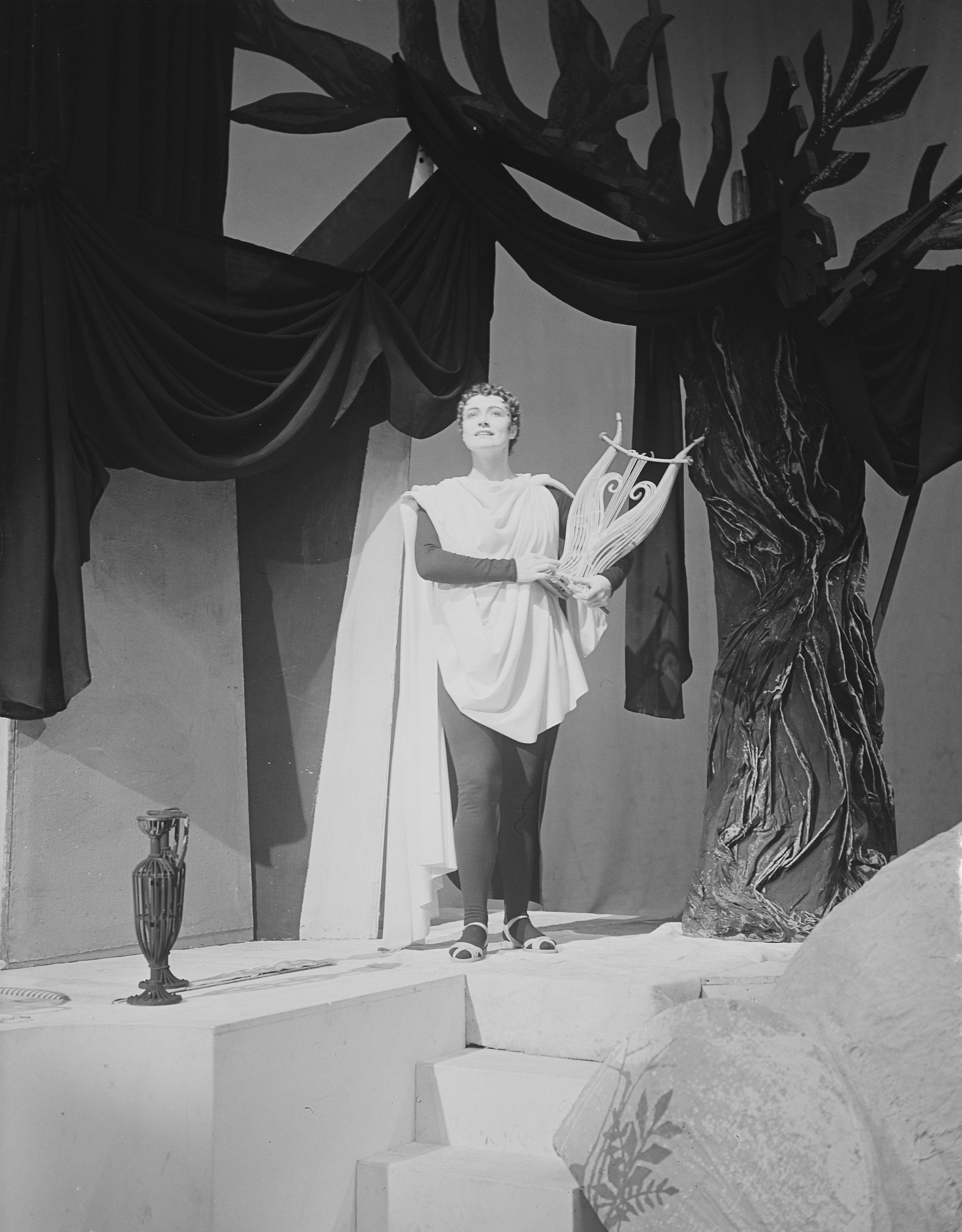
Kathleen Ferrier
(Orfeo, 1949)

Le 1er janvier 1948, Kathleen part faire une tournée de quatre semaines en Amérique du Nord ; c'est le premier des trois voyages transatlantiques qu'elle va faire en trois ans. À New York, elle chante lors de deux interprétations de Das Lied von der Erde par l'Orchestre philharmonique de New York sous la baguette de Bruno Walter. Alma Mahler, veuve du compositeur, assiste à la première le 15 janvier. Dans une lettre écrite le lendemain, Kathleen dit à sa sœur : « Certains des critiques sont enthousiastes, d'autres ne sont pas impressionnés. » Après la seconde interprétation, qui est diffusée d'un océan à l'autre, elle donne des récitals à Ottawa et à Chicago avant de retourner à New York pour rentrer au pays le 4 février.
En 1948, parmi ses nombreux engagements, Kathleen interprète la Rhapsodie pour alto de Brahms aux Proms en août, puis la Messe en si mineur de Bach au Festival d'Édimbourg. Le 13 octobre, elle se joint à Barbirolli et au Hallé Orchestra pour une radiodiffusion du cycle de lieder Kindertotenlieder de Mahler. Elle retourne aux Pays-Bas en janvier 1949 pour y donner une série de récitals, puis quitte Southampton le 18 février pour commencer sa deuxième tournée américaine. Celle-ci commence à New York par une interprétation d'Orfeo ed Euridice en concert, qui lui vaut l'éloge unanime des critiques new-yorkais. Pendant la tournée qui suit, son accompagnateur est Arpad Sandor, atteint d'une dépression qui nuit à son jeu. Inconsciente de ce problème, dans des lettres qu'elle envoie dans son pays, Kathleen vitupère « cet accompagnateur abominable » qui mérite « un coup de pied au derrière ». Lorsqu'elle découvre qu'il était malade depuis des mois, elle s'en prend aux organisateurs de la tournée en ces termes : « Vous avez un sacré toupet de me l'avoir refilé. » Lorsque Sandor finit par être trop malade pour jouer, Kathleen arrive à recruter un pianiste canadien, John Newmark, avec qui elle établit une relation de travail chaleureuse et durable.
Peu après son retour en Angleterre au début de juin 1949, Kathleen part pour Amsterdam, où, le 14 juillet, elle chante dans la première mondiale de la Symphonie du printemps (en) de Britten aux côtés de Jo Vincent (nl) (soprano) et Peter Pears (ténor) exécutée par l'Orchestre royal du Concertgebouw sous la baguette d'Eduard van Beinum. Britten a écrit cette œuvre exprès pour elle. En septembre, au Festival d'Édimbourg, elle donne deux récitals où Bruno Walter l'accompagne au piano. Elle considère qu'ils représentent « un sommet que je cherchais à tâtons ces trois dernières années ». L'un des récitals, diffusé, est sorti sur disque beaucoup plus tard ; le critique Alan Blyth a écrit là-dessus : « Le soutien très concret et très personnel de Walter amène de toute évidence Ferrier à donner le meilleur d'elle-même. »
Au cours des 18 mois suivants, l'activité de Kathleen est presque ininterrompue ; elle comprend plusieurs visites de l'Europe continentale et une troisième tournée américaine, de décembre 1949 à avril 1950. Cette dernière ouvre des horizons nouveaux à Kathleen, la côte ouest des États-Unis, et comprend trois représentations d′Orfeo ed Euridice sous la direction de Pierre Monteux à San Francisco. À son retour au pays, Kathleen maintient un rythme trépidant : les concerts se succèdent rapidement à Amsterdam, à Londres et à Édimbourg et sont suivis par une tournée en Autriche, en Suisse et en Italie. À Vienne, la soprano Elisabeth Schwarzkopf participe avec Kathleen à l'interprétation enregistrée de la Messe en si mineur de Bach que l'Orchestre symphonique de Vienne donne sous la direction d'Herbert von Karajan. Elle se rappellera plus tard que l'interprétation de l'Agnus Dei de cette Messe par Kathleen aura été le moment fort de l'année 1950 pour elle.
En tournée à Rome au début de 1951, Kathleen apprend la mort de son père à l'âge de 83 ans. Bien qu'elle soit bouleversée par la nouvelle, elle décide de poursuivre la tournée ; le 30 janvier, elle écrit dans son journal : « Mon papa est mort paisiblement après une grippe et un léger AVC. » Elle retourne à Londres le 19 février et se met immédiatement à répéter une nouvelle œuvre pour elle, le Poème de l'amour et de la mer d'Ernest Chausson, avec Barbirolli et le Hallé Orchestra. L'exécution de cette œuvre à Manchester, le 28 février, obtient d'excellentes critiques. Deux semaines plus tard, Kathleen se découvre une masse au sein. Elle honore toutefois plusieurs engagements en Allemagne, aux Pays-Bas et à Glyndebourne avant de consulter son médecin le 24 mars. Après des tests passés au University College Hospital, on diagnostique un cancer du sein et procède à une mastectomie le 10 avril. Tous les engagements prochains sont annulés, dont une série de représentations de l'opéra The Rape of Lucretia que l'English Opera Group devait donner dans le cadre du Festival of Britain en 1951.

### Fin de carrière

#### Santé défaillante

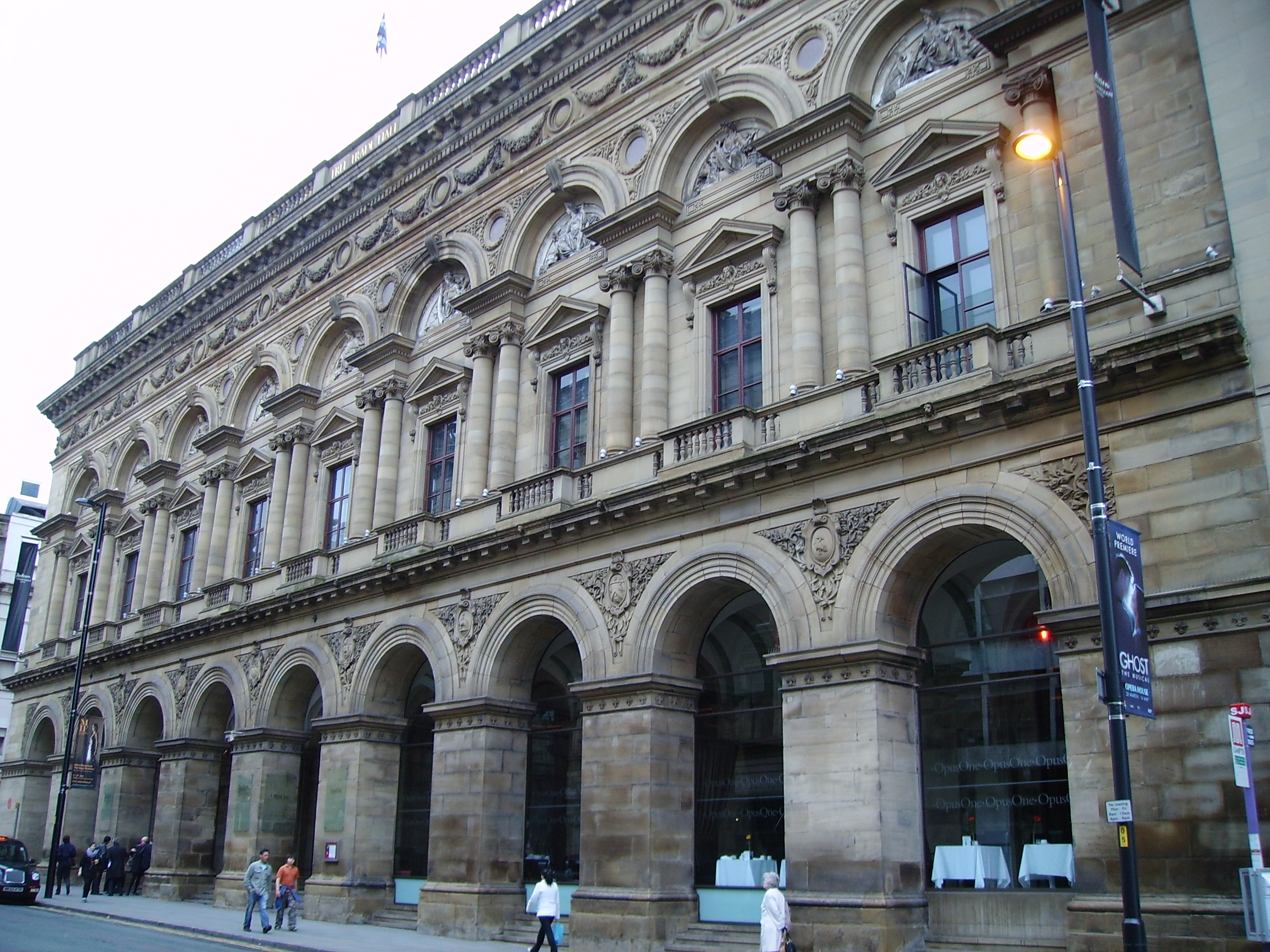
Le Free Trade Hall de Manchester, où Kathleen a chanté l'hymne Land of Hope and Glory lors de la réouverture, le 16 novembre 1951, de cet édifice, qui avait subi des dommages pendant la guerre.

Kathleen reprend sa carrière en chantant la Messe en si mineur au Royal Albert Hall le 19 juin 1951. Elle fait ensuite sa visite habituelle au Holland Festival, où elle donne quatre représentations d'Orfeo et participe à l'interprétation de la Symphonie nº 2 de Mahler avec Otto Klemperer et l'Orchestre royal du Concertgebouw. Tout au long de l'été, ses concerts sont entremêlés de visites à l'hôpital ; elle se porte toutefois assez bien pour chanter en septembre au Festival d'Édimbourg, où elle donne deux récitals avec Walter et chante le Poème de Chausson avec Barbirolli et le Hallé Orchestra. À la réouverture du Free Trade Hall de Manchester en novembre, elle chante l'hymne Land of Hope and Glory, moment fort de la soirée qui, selon Barbirolli, « a ému aux larmes tout le monde, et notamment le chef d'orchestre. Après, elle se repose deux mois pendant qu'elle suit une radiothérapie ; son seul engagement en décembre est une séance de trois jours d'enregistrement de chansons traditionnelles aux studios de la Decca.
En janvier 1952, Kathleen se joint à Britten et à Pears pour une courte série de concerts visant à lever des fonds pour l'English Opera Group. Plus tard, Britten écrira que cette tournée fut « peut-être la plus belle » de ses associations artistiques avec Kathleen. Malgré la persistance de ses ennuis de santé, elle chante la Passion selon saint Matthieu au Royal Albert Hall le 30 mars, le Messie au Free Trade Hall le 13 avril et Das Lied von der Erde avec Barbirolli et le Hallé Orchestra les 23 et 24 avril. Le 30 avril, elle assiste à une réception intime où paraissent la nouvelle reine et sa sœur, la princesse Margaret. Dans son journal, Kathleen note que la princesse Margaret a très bien chanté. Kathleen voit sa santé continuer de se détériorer ; elle refuse d'envisager une série d'injections d'androgène, croyant que ce traitement détruirait la qualité de sa voix. En mai, elle se rend à Vienne pour enregistrer Das Lied von der Erde et les Rückert-Lieder de Mahler avec Walter et l'Orchestre philharmonique de Vienne ; chanteuse et chef d'orchestre cherchaient depuis longtemps à conserver leur association sur disque. Malgré de grandes souffrances, Kathleen va jusqu'au bout des séances d'enregistrement, du 15 au 20 mai,.
Pendant le reste de l'année, Kathleen assiste à son septième Festival d'Édimbourg de suite, où elle participe à des interprétations de Das Lied, du Dream of Gerontius, du Messie et de quelques chants de Brahms. Elle entreprend plusieurs séances d'enregistrement en studio ; elle enregistre notamment une série d'airs de Bach et de Haendel avec Sir Adrian Boult et l'Orchestre philharmonique de Londres en octobre. En novembre, après un récital au Royal Festival Hall, elle est attristée par une critique où Neville Cardus la blâme d'avoir ajouté des ornements supplémentaires conçus pour plaire à l'auditoire, mais qui détournaient l'attention aux dépens des airs. Elle accepte toutefois cette critique de bonne grâce en faisant remarquer que « c'est difficile de plaire à tous : pendant des années, on m'a critiquée d'être une chanteuse terne, monotone. » En décembre, elle chante dans le Messie de Noël de la BBC, œuvre qu'elle interprète pour la dernière fois. Le 1er janvier 1953, elle figure comme commandeur de l'ordre de l'Empire britannique (CBE) sur la liste des honneurs du Nouvel An décernés par la reine.

#### Dernières prestations, maladie et mort

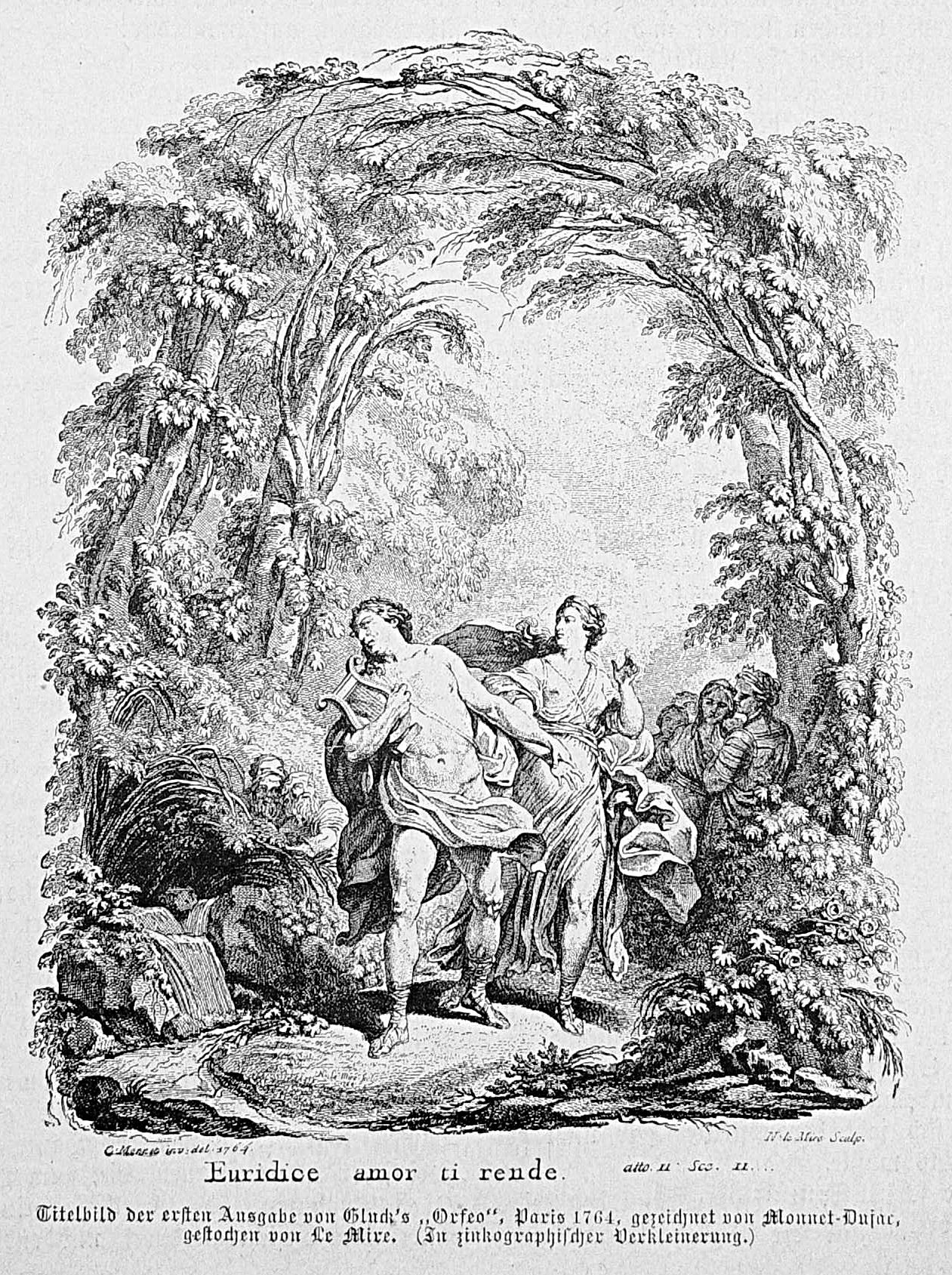
Orphée guidant Euridice au sortir des enfers
Illustration de l'édition originale de la partition dOrfeo ed Euridice de Gluck en 1764

Au début de 1953, Kathleen est occupée à répéter la version anglaise d'Orphée et Euridice qui sera mise en scène à quatre reprises à la Royal Opera House en février. Barbirolli a lancé ce projet, avec l'approbation enthousiaste de Kathleen, quelques mois plus tôt. Son seul autre engagement en janvier est l'enregistrement d'un récital par la BBC au cours duquel elle chante des œuvres de trois compositeurs anglais contemporains : Howard Ferguson, William Wordsworth et Edmund Rubbra. Lors de son traitement à l'hôpital, elle discute de l'opportunité d'une oophorectomie avec les médecins, mais choisit de ne pas subir l'opération lorsqu'elle apprend que celle-ci aurait probablement peu d'effet sur son cancer et pourrait altérer sa voix,.
Le 3 février, la première représentation d'Orpheus obtient l'approbation unanime des critiques. Selon Barbirolli, Kathleen est particulièrement heureuse qu'un critique ait jugé que ses mouvements étaient aussi gracieux que ceux des danseurs sur scène. Elle est toutefois physiquement affaiblie par sa radiothérapie prolongée ; à la deuxième représentation, trois jours plus tard, son fémur gauche se désintègre en partie. La réaction rapide d'autres membres de la distribution, qui vont la soutenir, garde l'auditoire dans l'ignorance. Bien qu'elle soit pratiquement immobilisée, elle chante le reste de ses airs et répond à ses rappels avant d'être transférée à l'hôpital. C'est sa dernière apparition en public ; on finit par annuler les deux dernières représentations après les avoir reportées à avril. Le grand public ignore toujours la nature de l'incapacité de Kathleen ; The Guardian annonce que « Mlle Ferrier souffre d'une tension arthritique qui exige un nouveau traitement sur-le-champ. Cette maladie a été causée par le stress physique entraîné par la répétition et l'interprétation de son rôle dans Orpheus. »
Kathleen passe deux mois au University College Hospital. Elle manque ainsi la remise de son ruban de CBE ; il lui est apporté à l'hôpital par un ami. Entre-temps, sa sœur lui trouve un appartement à rez-de-chaussée dans le quartier St John's Wood, car Kathleen ne sera plus capable de monter les nombreux escaliers de Frognal Mansions. Elle emménage dans son nouvel appartement au début d'avril mais, après seulement sept semaines, est forcée de retourner à l'hôpital, où son état continue de se détériorer malgré deux autres opérations. Au début de juin, elle apprend que la Royal Philharmonic Society lui décerne sa médaille d'or ; elle est la première chanteuse à mériter cet honneur depuis qu'on l'a décerné à Muriel Foster en 1914. Dans une lettre adressée au secrétaire de cette société, elle parle de cette « nouvelle incroyable, surprenante, qui m'a fait plus que toute autre chose me sentir tellement mieux ». Cette lettre, datée du 9 juin, est probablement la dernière qui porte la signature de Kathleen. Comme elle s'affaiblit, elle ne voit que sa sœur et quelques amis intimes, et excepté de courtes périodes de trêve, son déclin général se poursuit. Kathleen meurt au University College Hospital le 8 octobre 1953, date à laquelle elle s'était engagée, lorsqu'elle espérait encore guérir, chanter Une Messe de la vie de Delius au Festival de Leeds (en) de 1953. Elle est incinérée quelques jours plus tard au crématorium Golders Green, après un bref service intime. Elle y repose à même le sol en plein air. Elle laisse un héritage d'une valeur de 15 134 £, ce qui, d'après son biographe Maurice Leonard, « n'est pas une fortune pour une chanteuse mondialement renommée, même pour l'époque, ».

## Analyse et legs

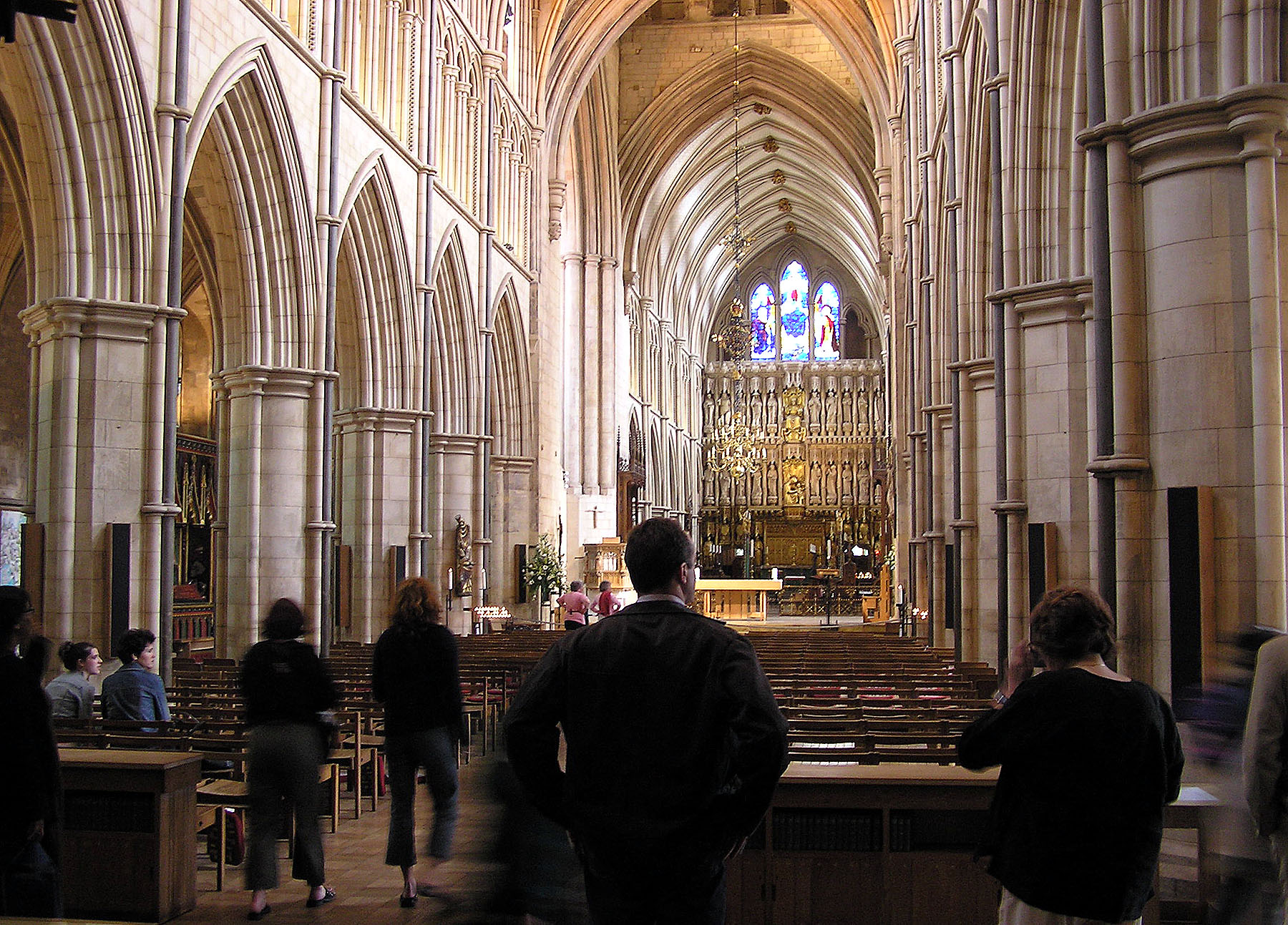
La cathédrale de Southwark, où l'on célébra un service à la mémoire de Kathleen Ferrier le 14 novembre 1953

La nouvelle de la mort de Kathleen a beaucoup surpris le public. Certains membres des milieux de la musique savaient la vérité ou la soupçonnaient, mais on avait conforté la croyance que son absence des scènes de concert était temporaire,.
À l'approche du cinquantième anniversaire de la mort de Ferrier, le journaliste Rupert Christiansen écrit qu'« aucune chanteuse de ce pays n'a jamais été aimée si profondément, tant pour la personne qu'elle était que pour sa voix. Sa mort, poursuit-il, a littéralement brisé l'euphorie du couronnement », qui avait eu lieu le 2 juin 1953. Ian Jack, rédacteur en chef de Granta, pensait qu'elle pouvait « bien avoir été la femme la plus célèbre de Grande-Bretagne, après la Reine ». Parmi les nombreux éloges des collègues de Kathleen, les biographes ont souligné celui de Bruno Walter : « La plus belle chose qui me soit arrivée en musique, c'est d'avoir connu Kathleen Ferrier et Gustav Mahler, dans cet ordre,. » Très peu de chanteurs, écrit Lord Harewood, « se sont mérité des adieux si forts de la part d'un collègue d'un tel rang ». Dans son éloge funèbre au service célébré dans la cathédrale de Southwark le 14 novembre 1953, l'évêque de Croydon (en) dit de la voix de Kathleen Ferrier : « Elle semblait apporter à notre monde l'éclat d'un autre monde. »
De temps à autre, les commentateurs ont émis des hypothèses sur la direction que la carrière de Ferrier aurait suivie si celle-ci avait vécu. En 1951, pendant qu'elle se remettait de sa mastectomie, Kathleen se voit offrir de chanter le rôle de Brangäne dans l'opéra Tristan und Isolde de Wagner au Festival de Bayreuth de 1952. Selon Christiansen, elle aurait été « magnifique » dans ce rôle, et la direction de Bayreuth voulait tout autant qu'elle chante Erda dans L'Anneau du Nibelung,. Christiansen laisse aussi entendre qu'étant donné les changements de style des cinquante dernières années, Kathleen aurait peut-être obtenu moins de succès au XXIe siècle : « En premier lieu, on n'aime pas les voix basses ; les contraltos semblent maintenant rarissimes et font directrices d'école, et même la majorité des mezzo-sopranos seraient mieux catégorisées comme des quasi-sopranos. » Kathleen Ferrier était « une chanteuse de son temps et pour son temps, un temps de deuil et de lassitude, de dignité nationale et de croyance dans la noblesse humaine. Son art est droit, austère, simple, fondamental et sincère. »
Peu après la mort de Kathleen Ferrier, Barbirolli, Walter, Myra Hess et d'autres lancent un appel pour créer un fonds pour la recherche sur le cancer au nom de la chanteuse. Des dons parviennent de tous les coins du monde. Pour faire connaître ce fonds, un concert spécial est donné au Royal Festival Hall le 7 mai 1954 ; Barbirolli et Walter se partagent la direction de l'orchestre gratuitement. Parmi les pièces, il y a une interprétation du lamento When I am laid in earth de Purcell, que Kathleen a souvent chanté ; la partie vocale est jouée à cette occasion par un cor anglais solo. Le Fonds Kathleen Ferrier pour la recherche sur le cancer existe encore en 2012 ; en 1987, il a permis de créer la chaire Kathleen Ferrier d'oncologie clinique au University College Hospital.
Par suite d'un appel distinct de fonds, qui sont majorés du produit de la vente d'un mémoire publié sous la direction de Cardus, le Kathleen Ferrier Memorial Scholarship Fund (en) a été créé pour encourager les jeunes chanteurs et chanteuses du Royaume-Uni et du Commonwealth. Le Fonds, qui fonctionne depuis 1956 sous l'égide de la Royal Philharmonic Society, décernait à l'origine un prix annuel couvrant le coût d'une année d'étude à un seul lauréat,. Avec l'avènement d'autres donateurs, le nombre et la portée des prix ont augmenté considérablement depuis lors ; la liste des lauréats des prix Ferrier comprend de nombreux chanteurs de renommée internationale, dont Felicity Palmer, Yvonne Kenny, Lesley Garrett et Bryn Terfel. La Kathleen Ferrier Society, fondée en 1993 pour susciter l'intérêt pour tous les aspects de la vie et du travail de chanteur, décerne des bourses annuelles à des étudiants des grands collèges de musique de Grande-Bretagne depuis 1996. Cette société organise une série de manifestations pour célébrer le centenaire de la naissance de Kathleen Ferrier en 2012. En février 2012, Ferrier faisait partie, avec Frederick Delius, des dix Britanniques éminents que la Royal Mail honorait en publiant une série de timbres.
Les œuvres pour lesquelles elle est particulièrement connue sont :
- Jean-Sébastien Bach :
  - La Passion selon saint Matthieu,
  - La Messe en si mineur ;
- Johannes Brahms :
  - Rhapsodie pour alto,
  - Quatre chants sérieux ;
- Ernest Chausson, Poème de l'amour et de la mer ;
- Gustav Mahler :
  - Le Chant de la terre,
  - Kindertotenlieder,
  - Rückert Lieder ;
- Christoph Willibald Gluck, Orphée et Eurydice ;
- Georg Friedrich Haendel, Le Messie ;
- Divers chants folkloriques, parmi lesquels Blow the wind southerly,The Keel Row.

Elle interpréta certaines de ces pièces dans leur langue originale, mais d'autres en anglais, telles que la Passion selon saint Matthieu, des arias de Bach et de Haendel, ainsi que l'Orphée de Gluck.
Elle fit de nombreux enregistrements dans sa brève carrière, mais certaines de ses prestations n'ont pas été enregistrées et certains enregistrements ont été détruits, tels que Le Rêve de Gerontius d'Elgar, et Le Messie.

## Cinéma
À l'occasion du centenaire de sa naissance, la réalisatrice belge Diane Perelsztejn a réalisé un film musical intitulé Kathleen Ferrier Site consacré au film.
Claude Chabrol choisit le premier des Quatre chants sérieux de Johannes Brahms (« Denn es gehet dem Menschen wie dem Vieh ») interprété par Kathleen Ferrier avec John Newmark au piano pour illustrer musicalement les première et dernière scènes de Que la bête meure (1969),.

## Discographie
La discographie de Kathleen Ferrier se compose d'enregistrements en studio faits à l'origine pour les maisons Columbia et Decca, ainsi que d'enregistrements d'interprétations en direct sortis plus tard sur disque. Depuis sa mort, nombre de ses enregistrements ont fait l'objet de multiples rééditions sur des supports modernes ; de 1992 à 1996, Decca a sorti l'édition Kathleen Ferrier, série de 10 disques compacts qui comprend une bonne partie du répertoire enregistré de la chanteuse. Le discographe Paul Campion a attiré l'attention sur de nombreuses œuvres que Kathleen avait interprétées mais non enregistrées ou dont aucun enregistrement complet n'avait encore été révélé. Par exemple, un seul air du Dream of Gerontius d'Elgar a été enregistré, et aucune de ses interprétations de chansons du XXe siècle créées par Holst, Bax, Delius et d'autres ne l'a été. Seule une petite partie de son interprétation de la Passion selon saint Jean a été gravée sur disque.
- Bach, Messe en si mineur, Suzanne Danco, Kathleen Ferrier, Peter Pears, Bruce Boyce (en), Norman Walker, Chœurs de la BBC, Orchestre Boyd Neel, Georges Enesco, 1951, BBC.

Jean-Sébastien Bach, Messe en si mineur, Elisabeth Schwarzkopf, Kathleen Ferrier, Walther Ludwig, Paul Schöffler, Alfred Poell. Karajan 15.06.1950 Musikverein, wien CD Archipel
- Bach, Passion selon saint Matthieu, Greene, Suddaby, Ferrier, Cummings, Chœur Bach, Orchestre Jacques, Reginald Jacques (en), Decca, (maintenant Dutton).
- Bach et Haendel (arias chantées en anglais), Orchestre philharmonique de Londres, Adrian Boult, Decca, 1952.
- Brahms, Rhapsodie pour alto, op. 53, Chœurs et Orchestre philharmonique d'Oslo, Erik Tuxen, Oslo, 1949, APR.
- Brahms, Rhapsodie pour alto, op. 53, Chœur et Orchestre philharmonique de Londres, Clemens Krauss, 1947, Dutton (à l'origine chez Decca).
- Brahms, Quatre chants sérieux, John Newmark (piano), Decca (1951) et autres enregistrements par Kathleen Ferrier[121]
- Britten, The Rape of Lucretia (Le Viol de Lucrèce), 1946, Kathleen Ferrier, contralto (Lucrèce), Peter Pears, Joan Cross, Owen Brannigan (en) (Collatinus), Edmund Donleavy (Junius), Otakar Kraus (Tarquin), Anna Pollak (Bianca), Margaret Ritchie (en) (Lucia) English Opera Group Orchestra, Reginald Goodall, Gala.
- Gluck, Orfeo ed Euridice, Orchestre de l'opéra néerlandais, Charles Bruck, 1951, EMI.
- Mahler, Le Chant de la terre, Orchestre philharmonique de Vienne, Bruno Walter, Julius Patzak (ténor), Decca, Polygram.
- Mahler, Le Chant de la terre, Orchestre Hallé, Barbirolli, Richard Lewis (en) (ténor), 1952, APR.
- Mahler, Le Chant de la terre, Orchestre philharmonique de New York, Bruno Walter, Set Svanholm (ténor), 1949, Naxos.
- Mahler, Kindertotenlieder, Orchestre philharmonique de Vienne, Bruno Walter,EMI.
- Mahler, Kindertotenlieder, Orchestre du Concertgebouw d'Amsterdam, Otto Klemperer, Decca.
- Mahler, Symphonie nº 2 en do mineur « Résurrection », Jo Vincent (soprano), Orchestre du Concertgebouw d'Amsterdam, Otto Klemperer, 1951, Archipel.
- Schumann, L'Amour et la vie d'une femme, John Newmark (piano), Decca.
- Haendel, Spring is coming, Gerald Moore (piano), 1945, Pathé Marconi.

## Hommages
En 1991, le cratère vénusien Ferrier a été nommé en son honneur.